# Ericson (Nebraska)
Ericson é uma vila localizada no Estado americano de Nebraska, no Condado de Wheeler.

## Demografia
Segundo o censo americano de 2000, a sua população era de 104 habitantes.
Em 2006, foi estimada uma população de 97, um decréscimo de 7 (-6.7%).

## Geografia
De acordo com o United States Census Bureau, a localidade tem uma área de 1,0 km², sem área coberta por água.

## Localidades na vizinhança
O diagrama seguinte representa as localidades num raio de 32 km ao redor de Ericson.